# Тонконіг довголистий
Тонконіг довголистий (Poa longifolia) — вид однодольних рослин з родини злакових (Poaceae).

## Опис
Багаторічна рослина 50–100 см. Стебла під суцвіттям шорсткі. Нижня квіткова луска абсолютно гола, з опуклими проміжними жилками, 5–6 мм завдовжки. Період цвітіння: червень і липень.

## Поширення
Цей вид росте від Криму, Кавказу (Азербайджан, Вірменія, Грузія, Росія) й Туреччини до Ірану й Іраку.
В Україні вид росте на яйлах, у грабово-букових і букових лісах — у горах Криму, часто